# Dolinka (Slowakei)
Dolinka, ungarisch Inám (bis 1948 slowakisch „Inám“) ist eine Gemeinde im Süden der Slowakei mit 446 Einwohnern (Stand 31. Dezember 2024). Sie gehört zum Okres Veľký Krtíš, einem Kreis des Banskobystrický kraj.

## Geographie

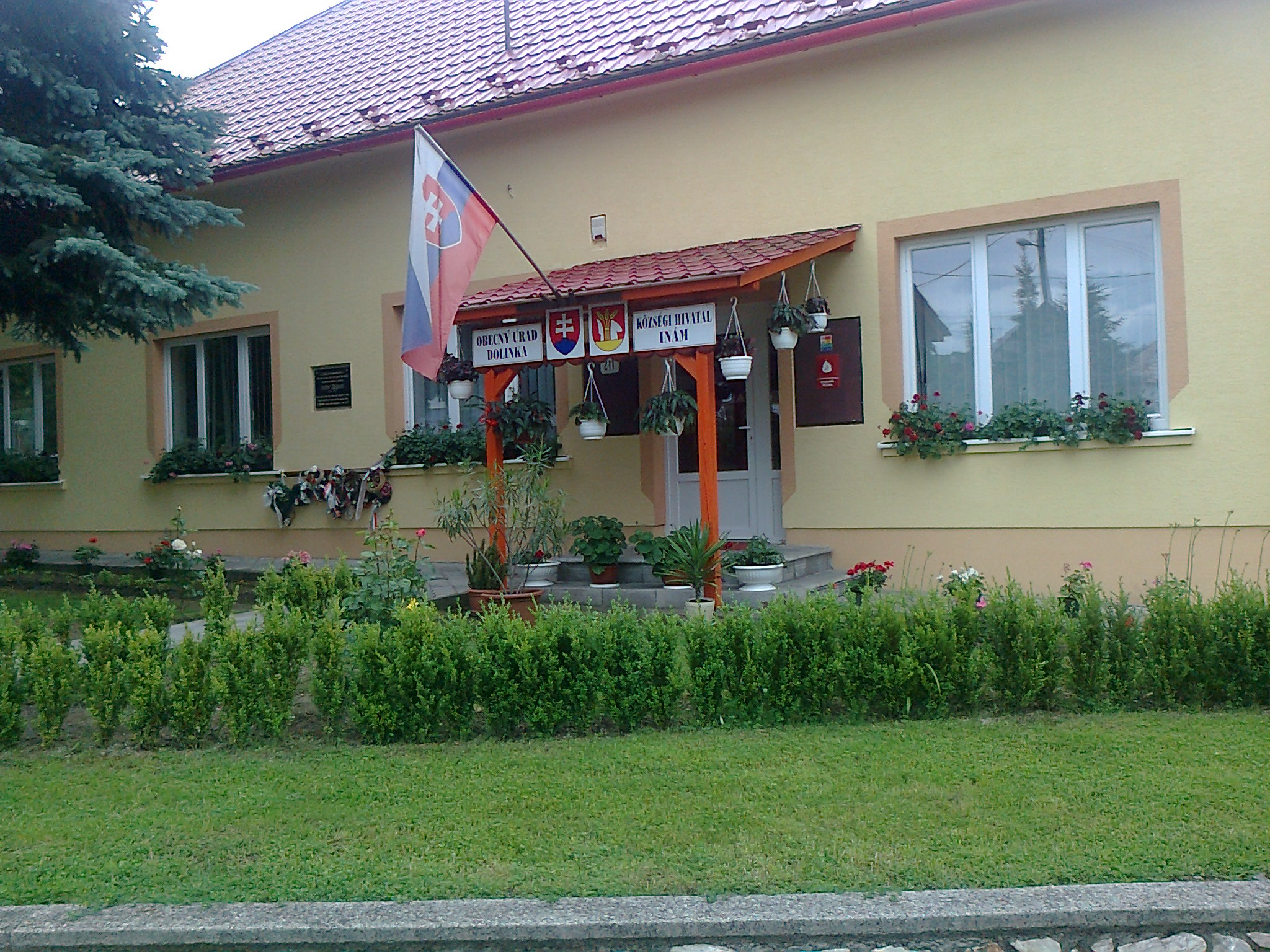
Gemeindeamt von Dolinka

Die Gemeinde befindet sich im Talkessel Ipeľská kotlina, einem Teil der größeren Einheit Juhoslovenská kotlina, am Bach Veľký potok im Einzugsgebiet des Ipeľ, nahe der Staatsgrenze zu Ungarn. Das Ortszentrum liegt auf einer Höhe von 169 m n.m. und ist 24 Kilometer von Šahy sowie 29 Kilometer von Veľký Krtíš entfernt.
Nachbargemeinden sind Vinica im Norden, Kamenné Kosihy und Trebušovce im Nordosten, Kosihy nad Ipľom im Osten und Südosten, Dejtár und Patak (beide in Ungarn) im Süden und Balog nad Ipľom im Südwesten und Westen.

## Geschichte
Dolinka wurde zum ersten Mal 1260 als Inam schriftlich erwähnt und war Besitz landadliger Familien, 1506 war das Dorf Gut von Werbőczy und kam im Laufe des 16. Jahrhunderts zum Graner Kapitel. 1715 gab es 13 Haushalte, 1828 zählte man 102 Häuser und 612 Einwohner, die als Landwirte und Winzer beschäftigt waren.
Bis 1918/1919 gehörte der im Komitat Hont liegende Ort zum Königreich Ungarn und kam danach zur Tschechoslowakei beziehungsweise heute Slowakei. Auf Grund des Ersten Wiener Schiedsspruchs lag er von 1938 bis 1944 noch einmal in Ungarn.

## Bevölkerung
| Jahr                | 1994 | 2004    | 2014    | 2024    |
| ------------------- | ---- | ------- | ------- | ------- |
| Anzahl der Personen | 561  | 516     | 482     | 446     |
| Unterschied         |      | −8,02 % | −6,58 % | −7,46 % |

| Jahr                | 2023 | 2024    |
| ------------------- | ---- | ------- |
| Anzahl der Personen | 457  | 446     |
| Unterschied         |      | −2,40 % |

Gemäß der Volkszählung 2011 wohnten in Dolinka 480 Einwohner, davon 442 Magyaren und 35 Slowaken. Drei Einwohner machten keine Angabe zur Ethnie. 
474 Einwohner bekannten sich zur römisch-katholischen Kirche und vier Einwohner zur Evangelischen Kirche A. B. Ein Einwohner waren konfessionslos und bei einem Einwohner wurde die Konfession nicht ermittelt.

## Bauwerke
- römisch-katholische Georgskirche aus dem Jahr 1931, gebaut an der Stelle einer älteren Kirche
- Kapelle Unbefleckte Jungfrau Maria aus den Jahren 1908–1909
- Landsitz von Kálmán Sőtér im neoklassizistischen Stil, nach 1870 errichtet